# Cucciani
Cucciani (in croato Kućibreg, in italiano anche Cucibreg o Cucibrech) è un insediamento del comune di Buie, nell'Istria croata.

## Geografia fisica
Cucciani si trova nella parte nord-occidententale dell'Istria, a 23 km a est da Umago, a pochi centinaia di metri dal confine con la Slovenia.

## Storia
Nel XIV secolo si stanziarono nella zona i Morlacchi, ma il villaggio vero e proprio nacque nel XVI secolo, quando giunsero alcuni contadini provenienti dal Veneto e dalla Dalmazia. Successivamente passò sotto il controllo della Repubblica di Venezia, di cui fece parte fino al XVIII secolo, quando divenne dominio dell'Impero austriaco. Dopo il trattato di Rapallo entrò a far parte dell'Italia ed inserita all'interno della Provincia di Pola. Tra gli anni quaranta e gli anni settanta la popolazione di Cucciani fu coinvolta nell'esodo istriano. Dal 1991 fa parte della Croazia indipendente.

## Società
| Evoluzione demografica | Evoluzione demografica | Evoluzione demografica | Evoluzione demografica | Evoluzione demografica | Evoluzione demografica | Evoluzione demografica | Evoluzione demografica | Evoluzione demografica | Evoluzione demografica | Evoluzione demografica | Evoluzione demografica | Evoluzione demografica | Evoluzione demografica | Evoluzione demografica | Evoluzione demografica |
| ---------------------- | ---------------------- | ---------------------- | ---------------------- | ---------------------- | ---------------------- | ---------------------- | ---------------------- | ---------------------- | ---------------------- | ---------------------- | ---------------------- | ---------------------- | ---------------------- | ---------------------- | ---------------------- |
| 1857                   | 1869                   | 1880                   | 1890                   | 1900                   | 1910                   | 1921                   | 1931                   | 1948                   | 1953                   | 1961                   | 1971                   | 1981                   | 1991                   | 2001                   | 2011                   |
| 173                    | 186                    | 194                    | 200                    | 211                    | 251                    | 245                    | 240                    | 235                    | 108                    | 84                     | 56                     | 34                     | 21                     | 27                     | 19                     |

Il censimento austriaco del 1910 includeva la località, assieme ad altre, nel comune catastale di Topolovaz, con una popolazione con il 58% di italiani, 33% sloveni, 9% serbocroati.

## Galleria d'immagini
Qui di seguito son riportate alcune foto scattate durante gli anni cinquanta.

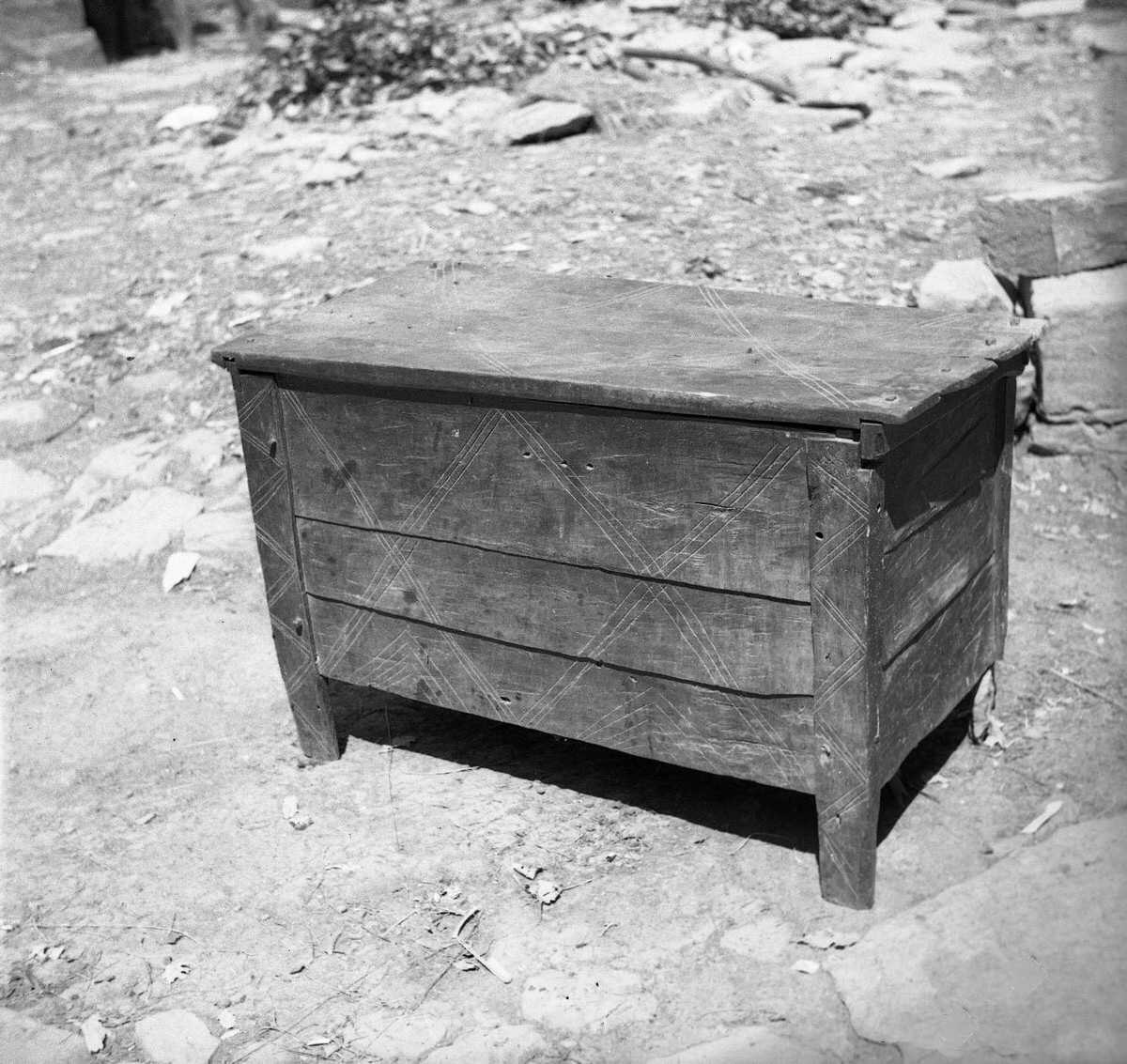
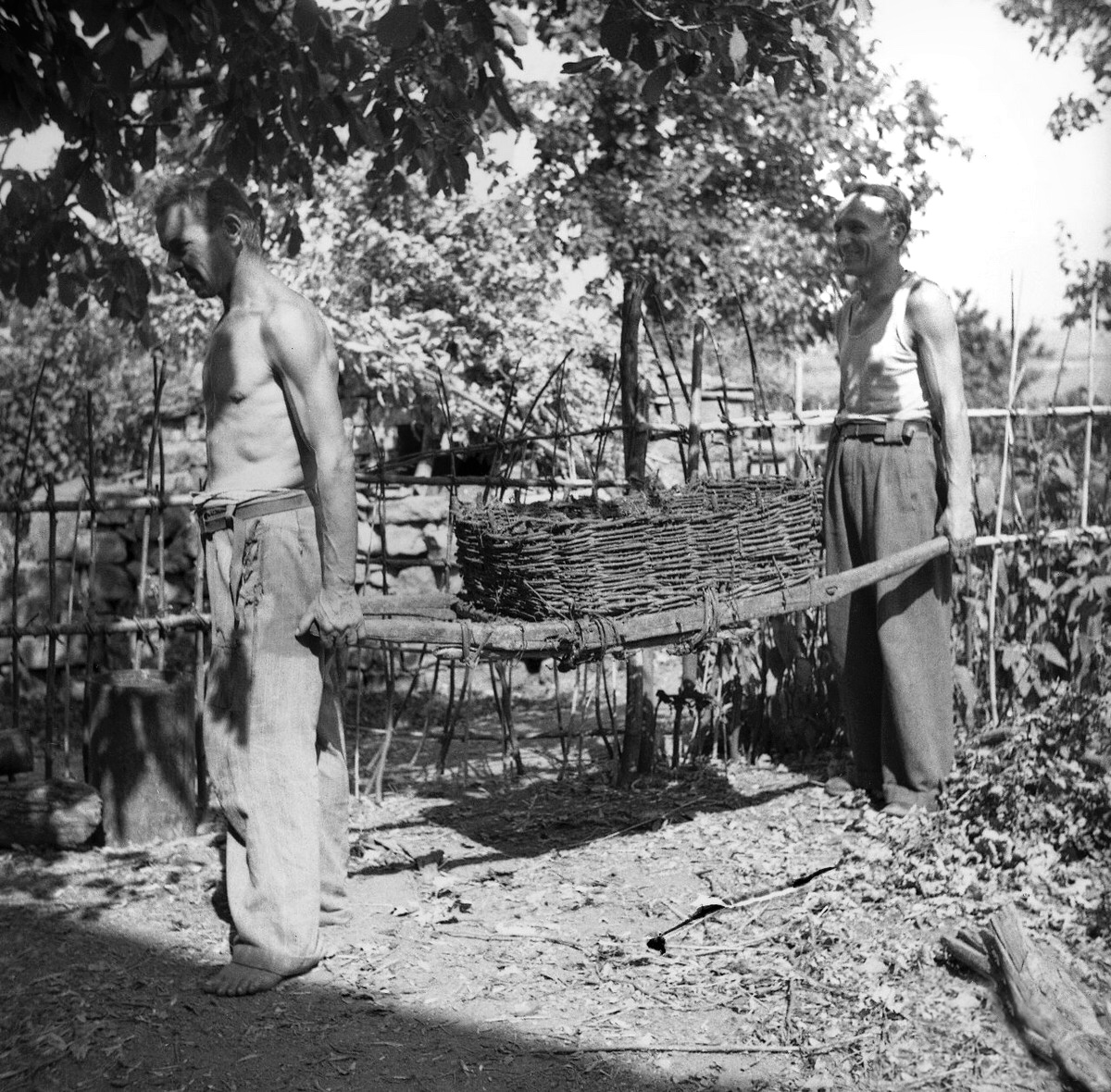
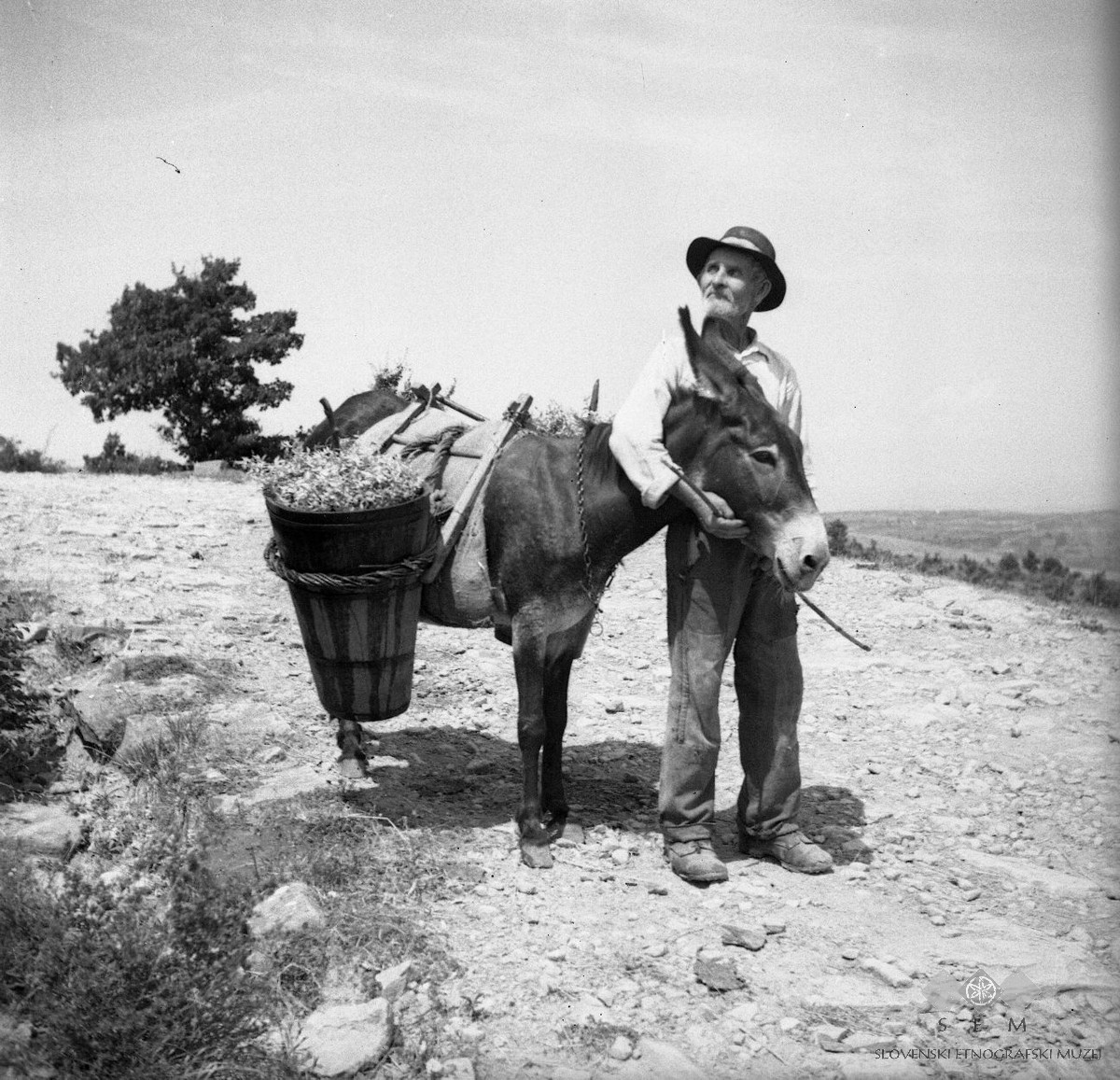
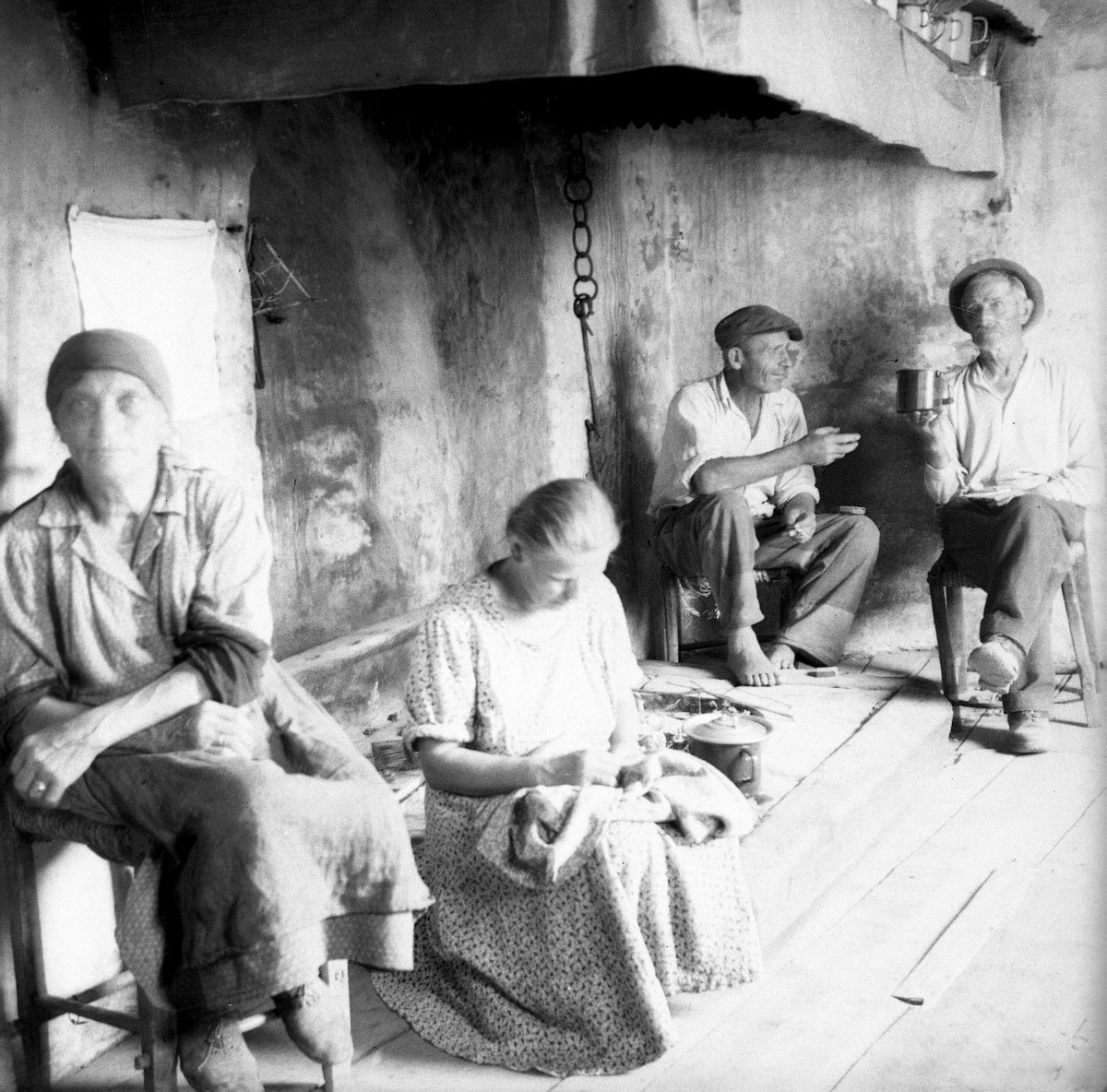
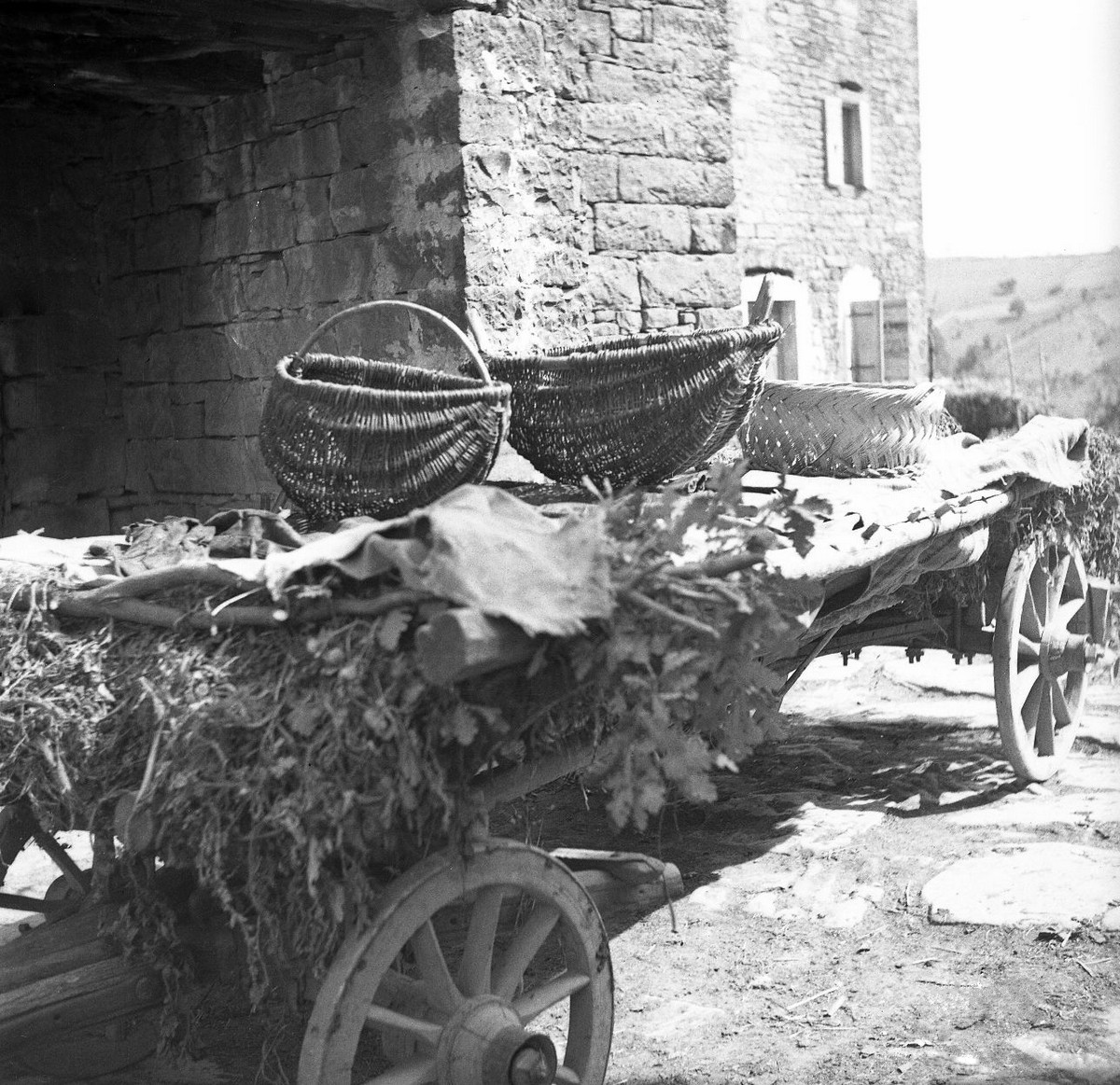
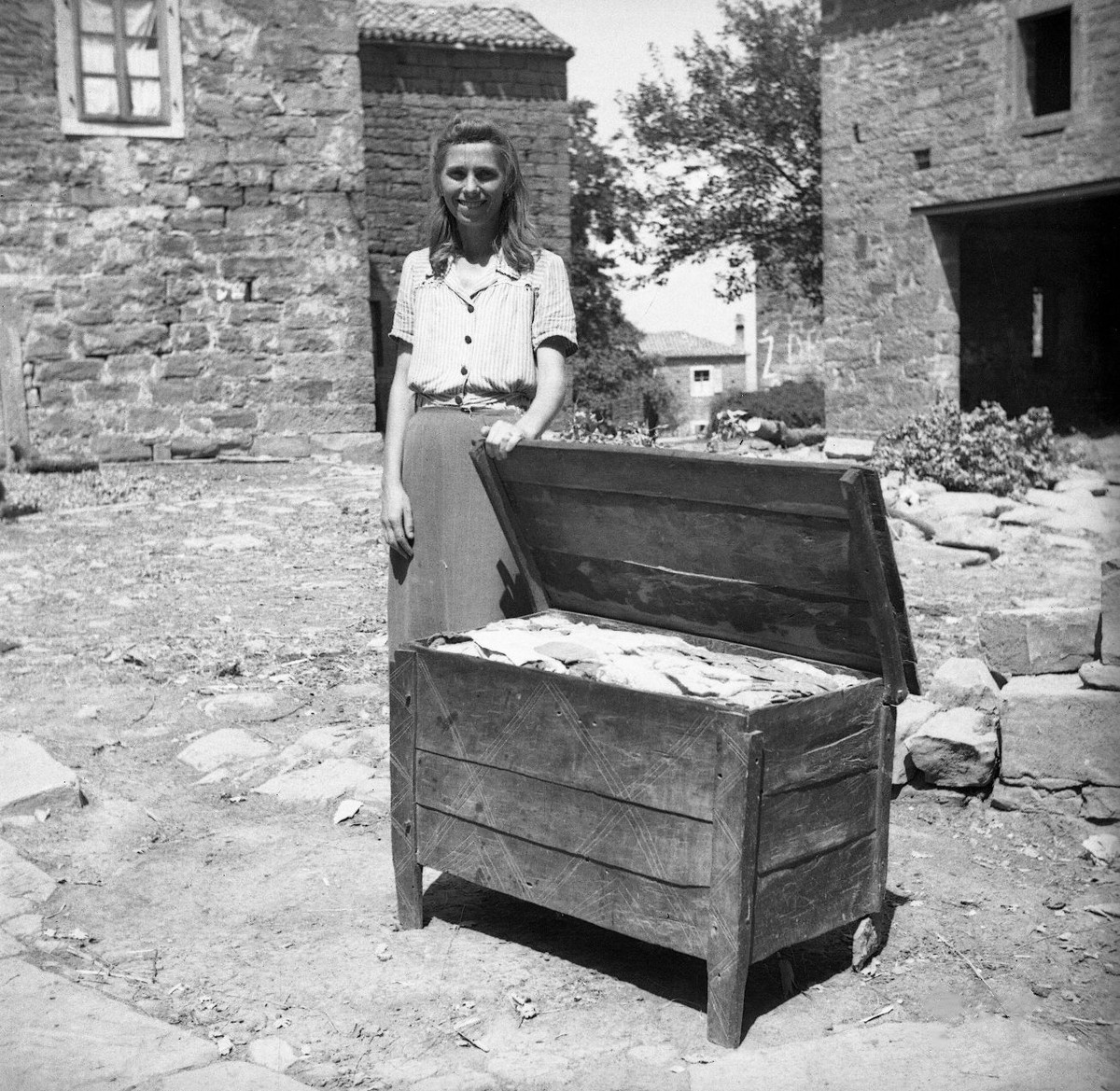